# Emilson Cruz
Emilson Nictael Cruz Sandre (Comayagüela, Francisco Morazán, Honduras; 24 de octubre de 1987) es un futbolista de nacionalidad hondureña. Juega de mediocampista. Actualmente juega en el Club Deportivo Motagua de Honduras.

## Trayectoria
Emilson Cruz desde que era niño entró a las fuerzas básicas del Motagua, club con el que esta desde el año 2008, ha ganado un torneo de la Liga Nacional en la temporada 2011-12, cuando su equipo derrotó en la final del Torneo Clausura 2012 al Club Deportivo Olimpia por un resultado de 3-1, también obtuvo un subcampeonato en el año 2010, disputó la Concacaf Liga Campeones 2011-12 con su equipo.

## Clubes
| Club                   | País     | Año             |
| ---------------------- | -------- | --------------- |
| Club Deportivo Motagua | Honduras | 2008-Actualidad |

- Datos: Q5371999